# 百泉街道
百泉街道是中国北京市延庆区下辖的一个街道，2009年10月始设，2010年1月20日正式挂牌。

## 行政区划
百泉街道下辖8个居委会：湖南社区居委会、燕水佳园社区居委会、颖泽洲社区居委会、振兴北社区居委会、振兴南社区居委会、莲花苑社区居委会、国润家园社区居委会、舜泽园社区居委会。